# Mixophyes balbus
Mixophyes balbus es una especie de anfibio anuro de la familia Myobatrachidae.

## Distribución geográfica
Esta especie es endémica del sureste de Australia. Habita entre los 20 y 1400 m sobre el nivel del mar en el este de Nueva Gales del Sur y el este de Victoria.

## Descripción
Esta rana puede alcanzar hasta 80 mm de longitud. Su superficie dorsal es marrón y más clara en los lados para fusionarse con el amarillo pálido de la superficie ventral. Un punto de forma irregular comienza entre los ojos y termina en el medio del dorso. Hay una banda oscura en la cabeza que comienza delante de la fosa nasal como un triángulo, que continúa desde la fosa nasal hasta el ojo, luego desde el ojo hasta el tímpano y termina en el hombro. El tímpano es ligeramente ovalado y distinto. El iris es azul claro, con reflejos dorados sobre la pupila y marrón oscuro debajo. Las cuatro o seis barras en las extremidades posteriores son pálidas y no muy contrastantes. Los dedos de los pies son tres cuartos y los dedos son libres.

## Publicación original
- Straughan, 1968 : A taxonomic review of the genus Mixophyes (Anura, Leptodactylidae). Proceedings of the Linnean Society of New South Wales, vol. 93, p. 52-59[6]